# Ulcus durum

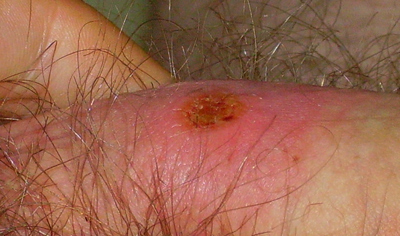
Harter Schanker an der Unterseite des Penis mit dem charakteristischen wulstigen Rand (hier weniger stark ausgeprägt)

Das Ulcus durum (deutsch: Harter Schanker, veraltet auch Chanker) ist der Primäraffekt der Syphilis (Stadium I) und tritt in der Regel nach im Mittel 21 Tagen an der Infektionsstelle (z. B. Penis) auf. Es handelt sich dabei um ein schmerzloses Ulcus, in dem massenhaft Erreger nachweisbar sind und das somit stark ansteckend ist. Typisch ist der erhabene derbe (lat. durum = „hart“) Rand. Die regionalen Lymphknoten können dabei anschwellen (Satellitenboubo), sind jedoch schmerzfrei und bleiben verschieblich.
Nach etwa zwei bis sechs Wochen heilt dieses Ulkus narbig ab. Die Infektion besteht jedoch weiter und geht in das Krankheitsstadium II über.
Differenzialdiagnostisch kommen auch Herpes genitalis oder Ulcus molle in Frage.